# Vladimír Podzimek
Vladimír Podzimek (12. květen 1965 Jilemnice – 17. květen 1994 Jilemnice) byl český skokan na lyžích, reprezentant Československa. Ve svých 29 letech spáchal sebevraždu oběšením, pravděpodobně kvůli rodinným problémům.

## Sportovní kariéra
Na mistrovství světa v roce 1984 v Engelbergu získal bronzovou medaili v závodě družstev. Zúčastnil se i olympijských her v Sarajevu roku 1984, v závodě na velkém můstku skončil osmý, na středním 39. V roce 1984 jako jediný Čech v historii vyhrál na slavném Holmenkollenu.